# Kous (kleding)

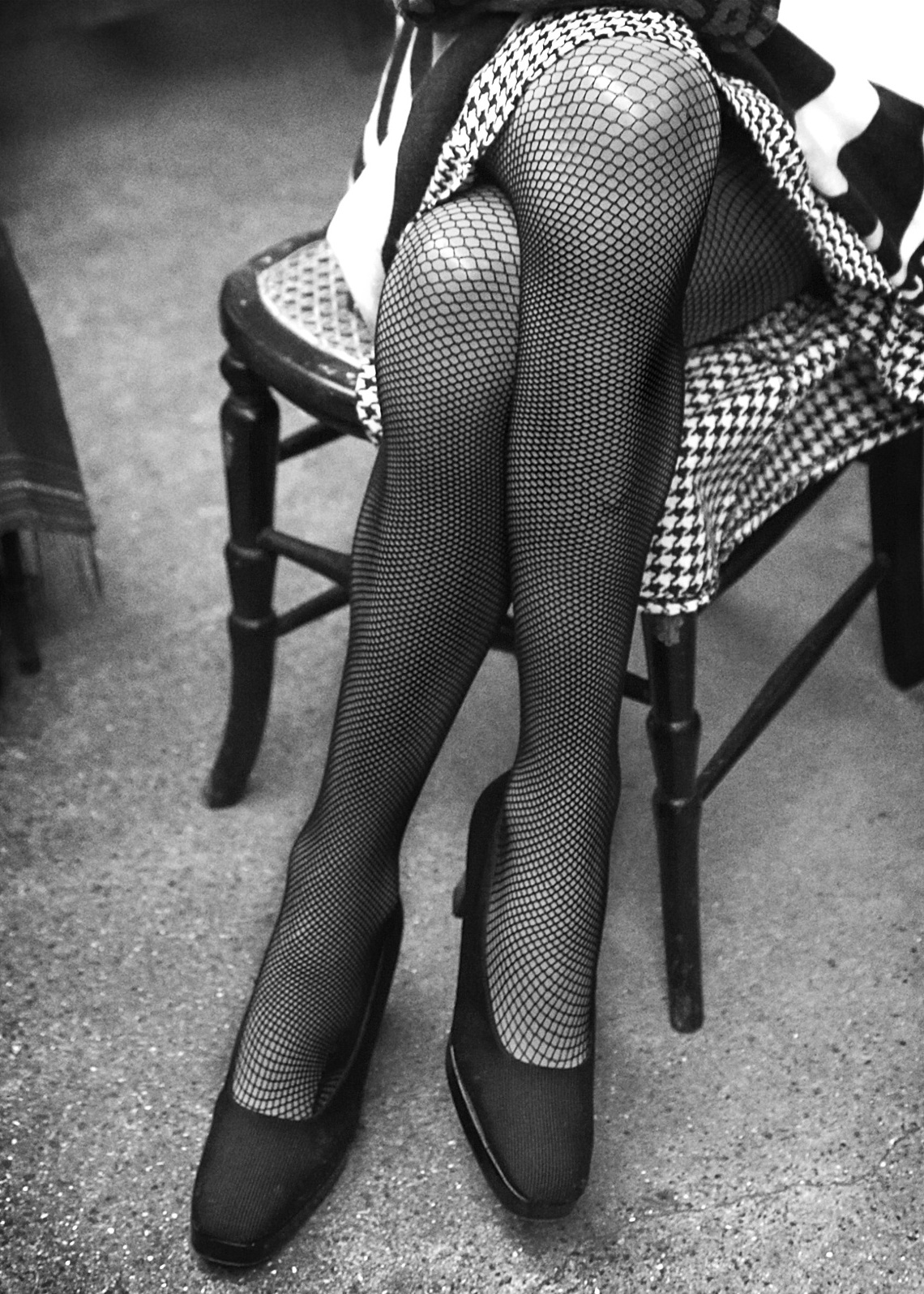
Zwarte kousen

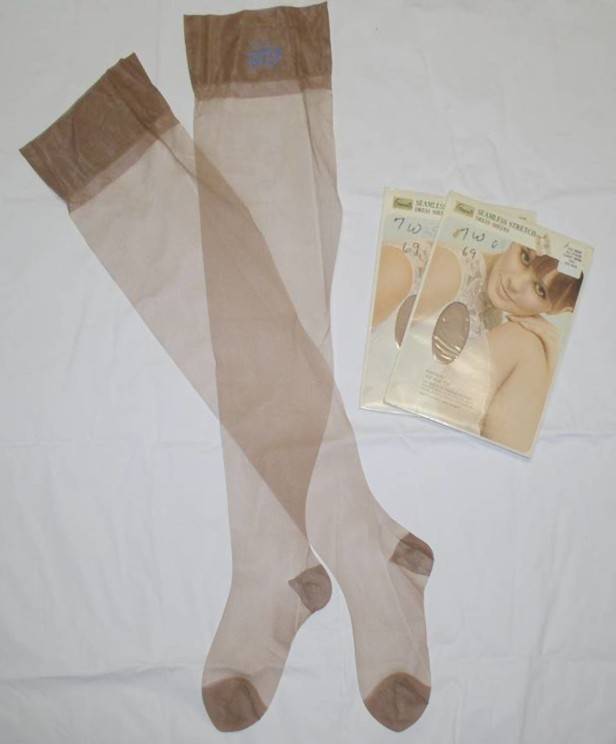
Nylonkousen

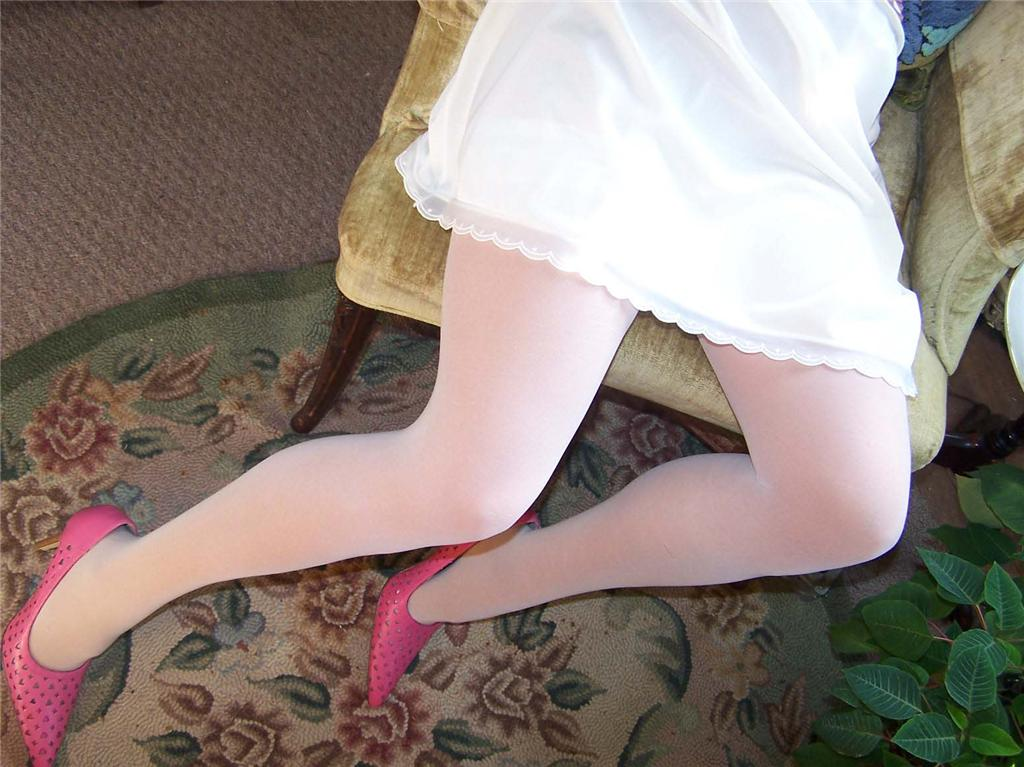
Zijden kousen

Een kous is een kledingstuk dat men aan de voet of het been draagt.

## Benaming
Er is een opmerkelijk verschil tussen Nederland en België als het gaat om de betekenis van het woord kous: in Vlaanderen verstaat men daar meestal elke beenbedekker onder, lang of kort; in Nederland noemt men de voetbedekker die tot over de enkels reikt: sok, en de langere beenbedekkers tot aan de knie, of nog hoger tot op de dijen of de liezen: kous. Kousen tot net onder de knie noemt men kniekous, kousen die tot net boven de knie reiken worden ook aangeduid met overknees. Ze worden ook weleens beenwarmers genoemd, maar beenwarmers hebben in de regel geen voetgedeelte; ze zijn populair onder balletdansers.

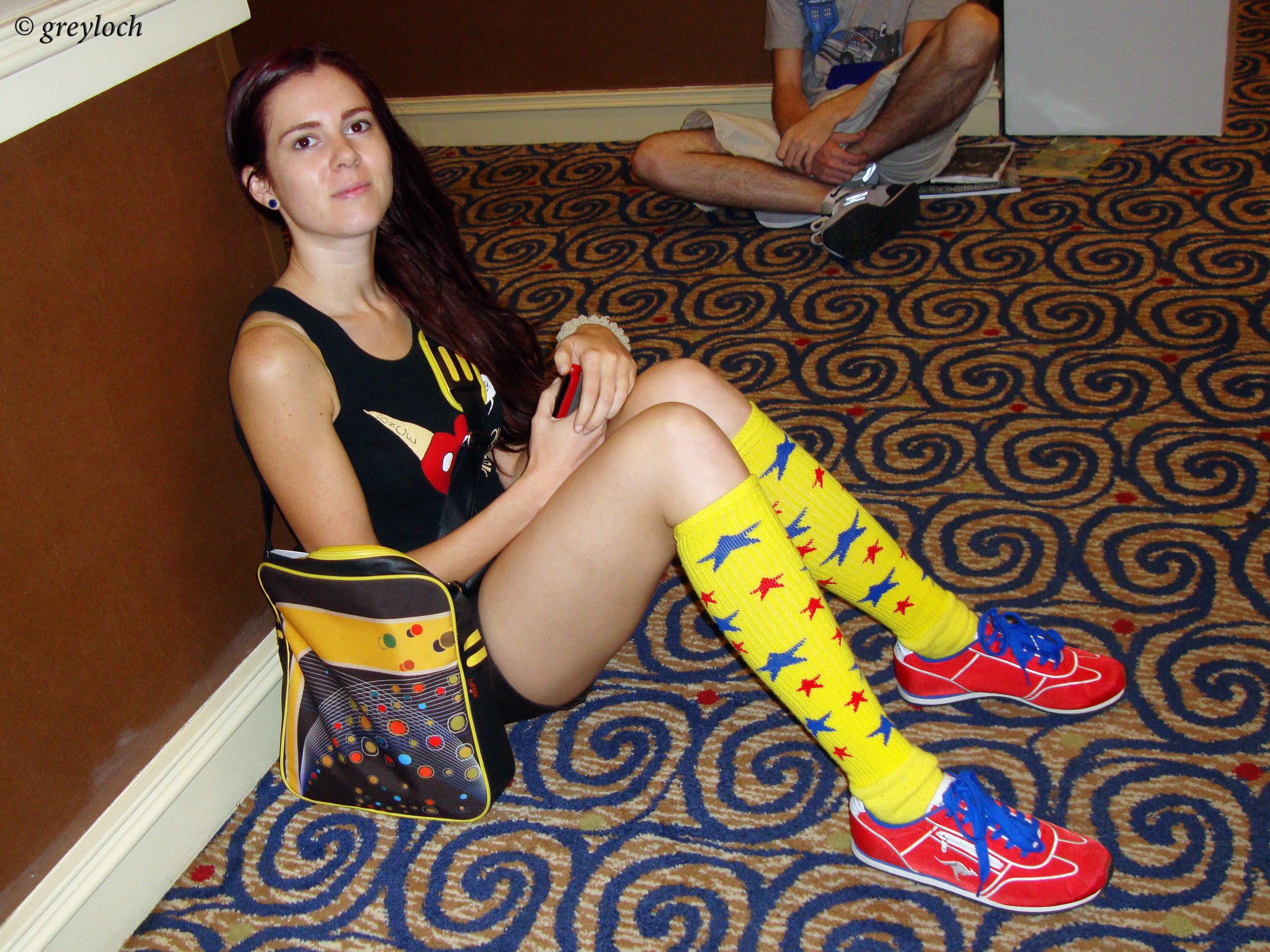
Kniekousen

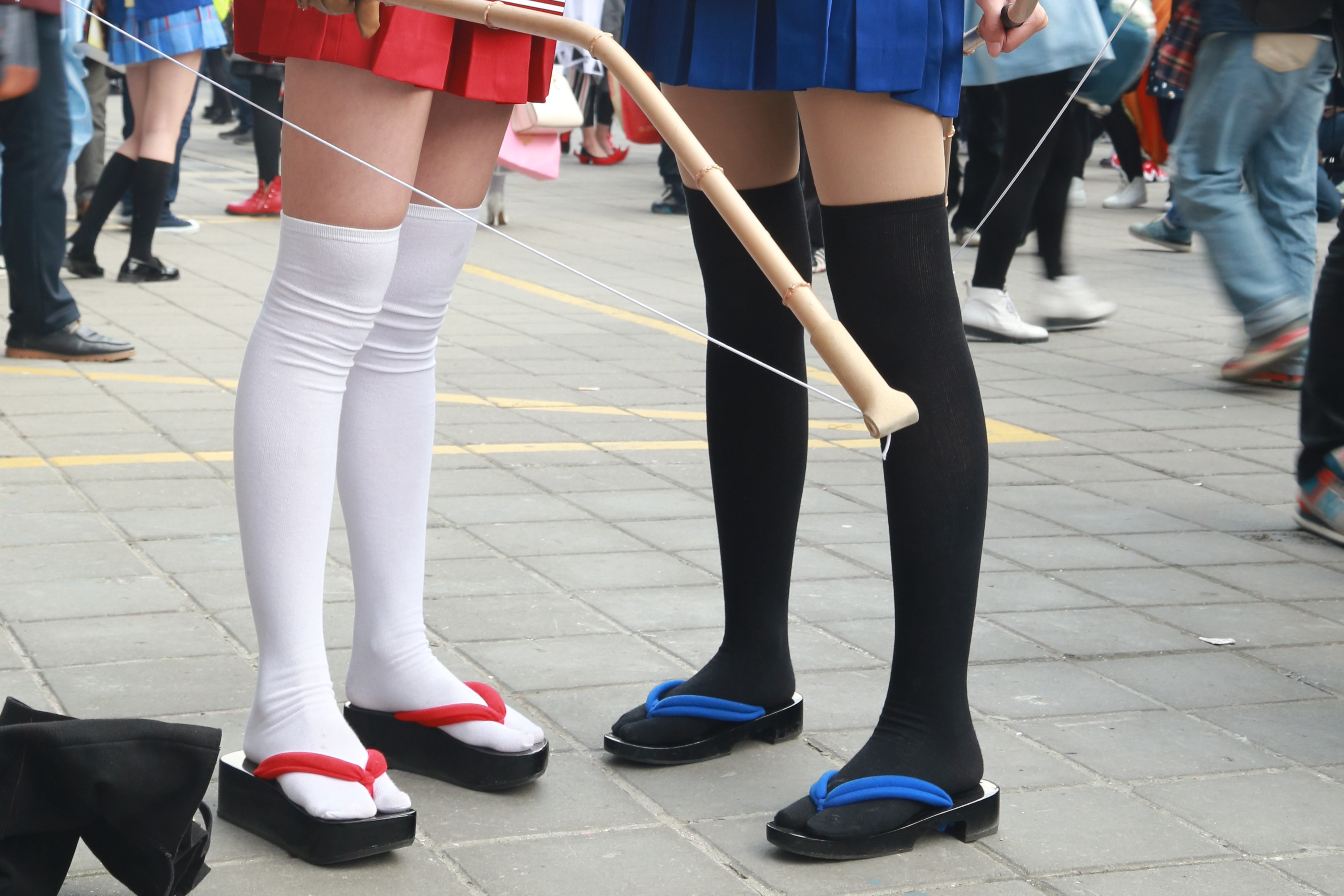
Overknees

## Functie
De kous is, net als de sok, bedoeld om te beschermen tegen de wrijving die wordt veroorzaakt door de schoen. Verder geeft de kous bescherming tegen de kou. Kousen worden soms ook puur gedragen voor het comfort, de esthetische kracht of de erotische uitstraling. Daarnaast zijn er de therapeutische elastische kousen met extra versteviging, die zijn bedoeld bij fysieke problemen als trombose, lymfoedeem of spataderen; deze worden steunkousen genoemd en worden praktisch uitsluitend verkocht bij gespecialiseerde orthopedische zaken. 

## Materiaal
Kousen kunnen gemaakt zijn uit verschillende soorten garens, van wol, katoen en zijde - al dan niet ter verhoging van het draagcomfort gecombineerd met elasthan -, tot synthetische weefsels, waarvan vooral nylon grote populariteit geniet. De dikte van de kous (het aantal draden) wordt uitgedrukt in denier (den.). Hoe lager het den-gehalte, hoe fijner de kous, maar ook: hoe kwetsbaarder (de beruchte "ladder"). Er zijn ook kousen van latex of pvc - vooral populair onder liefhebbers van bdsm. Soms kunnen deze aan een jarretelgordel worden bevestigd. Kousen van latex of pvc zitten vaak vast aan een schoengedeelte, men spreekt dan ook van bedlaarzen of bedboots.

## Geschiedenis

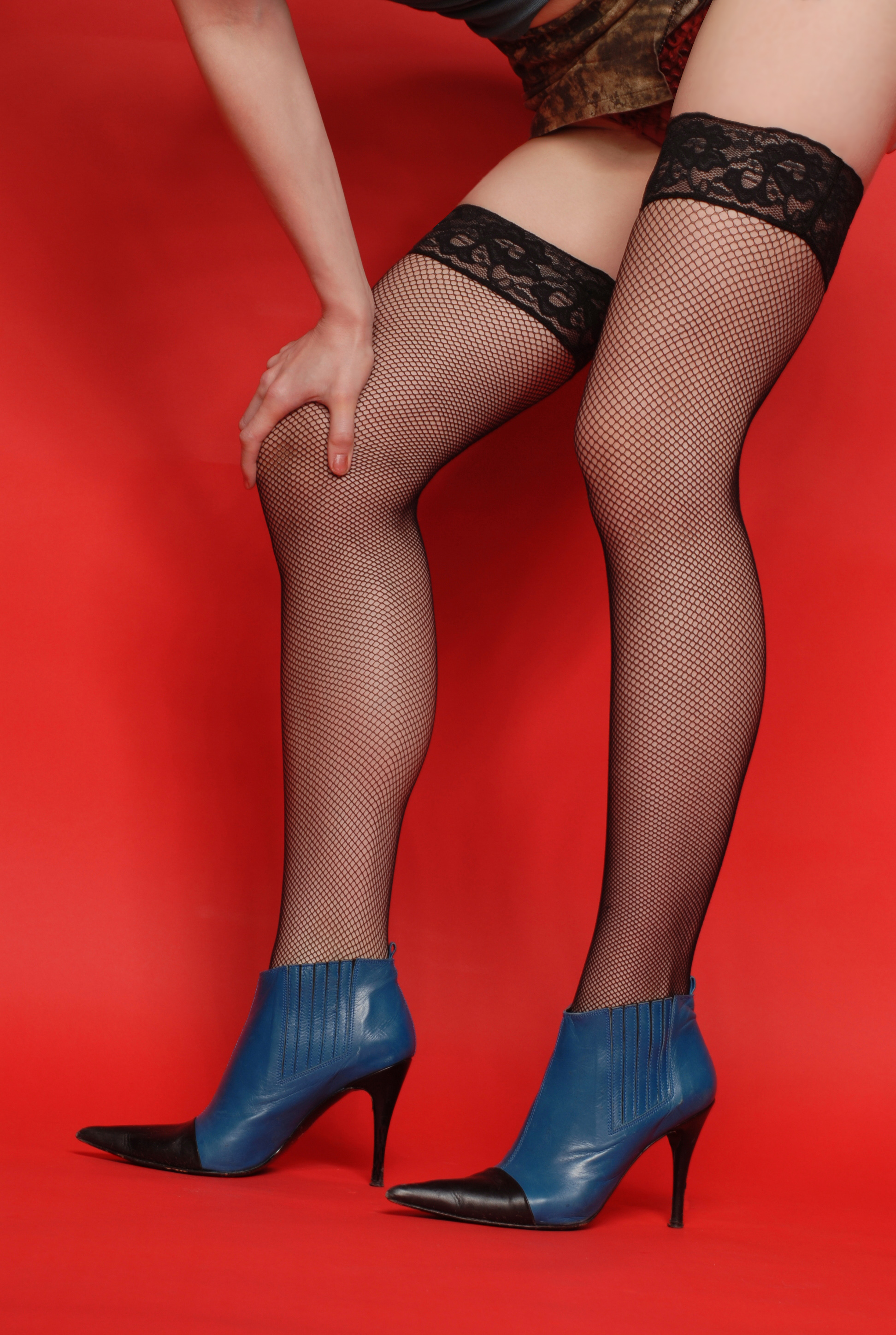
Netkousen

Eerst rond 1914 werd de kous betaalbaar voor bredere lagen van de bevolking. Rond deze tijd werd de machine uitgevonden die het mogelijk maakte kousen geheel rond te breien, zonder naad. Aanvankelijk was zwart veruit de populairste kleur, gevolgd door grijs en huidbruin. In de loop van de tweede helft van de 20ste eeuw kwamen tal van modellen in tal van kleuren op de markt, van de klassieke kous met naad en hielversteviger, tot naadloze kousen, kousen met een sierband, netkousen in fijne en grove patronen en kousen met fantasiepatronen. 
Bij kousen die de neiging hebben om af te zakken, wordt er gebruikgemaakt van sokophouders (voor mannen) en kousenbanden of jarretelles (voor vrouwen). Deze jarretelles zijn dan bevestigd aan een jarretelgordel, een guêpière, een string of een korset. De elasticiteit van moderne kousen maakt dat die steviger om het been zitten en zelfophoudend zijn, zodat zij zonder hulpmiddel gedragen kunnen worden.
De nylonkousen kregen in 1967 een serieuze concurrent met de komst van de panty: kousen met een broekje aan één stuk, die veel vrouwen comfortabeler vonden, zeker sinds de komst van de minirok.
In de jaren 80 werden zwarte overknees en donkerzwarte kousen van een hoog denimgehalte deel van de mode die behoorde bij de gothic cultuur.
Met de optredens van vrouwelijke popsterren die het vrouwelijke in hun kleding benadrukten, begonnen de klassieke nylonkousen aan een opmerkelijke comeback in de jaren 90 van de 20ste eeuw. Veel modeontwerpers laten ze nadrukkelijk deel zijn van hun collecties, en bijna alle modezaken legden weer een groot assortiment aan.